# Dakota Mathias
Dakota Mathias (Elida, Ohio, 11 de julio de 1995) es un jugador de baloncesto estadounidense que pertenece a la plantilla de los Indiana Mad Ants de la G League. Con 1,93 metros de altura, juega en la posición de escolta.

## Trayectoria deportiva
El jugador, formado en Purdue Boilermakers y en su última temporada tuvo una tarjeta de presentación de 12 puntos, 4,1 rebotes y 3,9 asistencias en un total de 37 partidos. Además, se convirtió en el segundo mejor triplista de la generación de su Draft con un porcentaje del 46,6% desde larga distancia. 
En verano de 2018 compitió en la liga de verano de la NBA con los Cleveland Cavaliers y tuvo un rendimiento bastante discreto con un promedio en 15.3 minutos de 4.5 puntos con 35% en tiros de campo. 
En julio de 2018, se convierte en jugador del Divina Seguros Joventut de la Liga ACB  para vivir su primera experiencia profesional.
El 30 de diciembre de 2021, Mathias firmó un contrato de 10 días con los Memphis Grizzlies.
El 7 de abril de 2023, Mathias firmó un contrato con el Lenovo Tenerife de la Liga Endesa hasta final de temporada
El 1 de agosto de 2023, firma con el ratiopharm Ulm de la Basketball Bundesliga.
El 26 de agosto de 2024 firmó con los Indiana Pacers, pero fue despedido tres días después. El 27 de octubre, se unió a los Indiana Mad Ants.

## Estadísticas de su carrera en la NBA

### Temporada regular
| Año     | Equipo       | PJ | PT | MPP  | %TC  | %3P  | %TL  | RPP | APP | ROB | TPP | PPP |
| ------- | ------------ | -- | -- | ---- | ---- | ---- | ---- | --- | --- | --- | --- | --- |
| 2020-21 | Philadelphia | 8  | 2  | 15.4 | .396 | .308 | .333 | .9  | 1.6 | .1  | .4  | 6.0 |
| 2021-22 | Memphis      | 6  | 0  | 2.7  | .333 | .333 | -    | .3  | .2  | .2  | .0  | 1.0 |
| Total   | Total        | 14 | 2  | 9.9  | .389 | .313 | .333 | .6  | 1.0 | .1  | .2  | 3.9 |